# Vattenkur (psykiatri)
Vattenkur är en numera icke brukad form av chockbehandling inom den tidiga psykiatriska vården, som innebar att man band tyngder vid patienten och sänkte denne i en sjö för att först i sista minuten dra upp honom.
Den belgiske läkaren Johann Baptist van Helmont, som redan på 1600-talet rekommenderade vattenkuren, ansåg att denna endast är verkningslös om man, av fruktan för att patienten skall dö, drar upp honom för tidigt.
Långbad var en metod där patienten spändes fast under en längre tid i ett badkar med varmt vatten. Inte heller detta hade någon positiv inverkan.